# Dualisme (Oostenrijk)
Onder het dualisme in Oostenrijk wordt de opsplitsing in 1867 van de unitaire staat in een Oostenrijks en een Hongaars deel bedoeld. Dit was nodig, omdat de Hongaren steeds nadrukkelijker om autonomie vroegen en de macht van het immense rijk taande. Deze politiek was succesvol, omdat het de Hongaren suste. Anderzijds werd het verworpen door de Slavische volkeren, met name de Tsjechen, Kroaten en Slovenen, die een eigen derde rijksdeel verlangden. Dit streven naar trialisme, dat mede verwoord werd door de aanhangers van het austroslavisme, zou een Tsjechische (Bohemen en Moravië) respectievelijk een Zuid-Slavische (Kroatië en Slovenië omvattende) entiteit vormen, naast de al bestaande Oostenrijkse en Hongaarse rijksdelen. Bij de Hongaarse en Oostenrijkse elites, die vreesden hun macht te verliezen ten gunste van de Tsjechen, was dit idee niet populair. Uiteindelijk kregen de Tsjechen in 1871 een beperkte autonomie.